# La piccola Roque
La piccola Roque  è un racconto del di Guy de Maupassant del 1885. 
Dopo un avvio da poliziesco si rivela invece un racconto naturalista e psicologico con toni di critica sociale verso il protagonista Renardet e la classe sociale che rappresenta, la borghesia in ascesa. 

## Trama
Médéric il procaccia (figura tra un postino ed un messo) passando per il bosco rinviene accidentalmente il cadavere di un'adolescente. Si reca allora dal sindaco e agiato possidente locale Renardet, che mobilita immediatamente i professionisti indispensabili per le indagini e la perizia: medico, procuratore, ecc. Sul luogo è stabilito che la giovane ha subito violenza sessuale e strangolamento; nel mentre i paesani accorrono per vedere la novità, e su tutti spicca la madre, stravolta dal dolore. Si decide di proseguire le indagini, che però vanno su un "binario morto". Renardet, sembra avere comunque in mano la situazione: è uomo energico, amante della vita, reazionario, areligioso, e incline anche a venire alle mani, o all'occorrenza, disposto ad uccidere. 
In realtà egli, vedovo da circa 6 mesi prima, si è imbattuto nella fanciulla, e colto da un impulso irrefrenabile ha cercato di possederla e compiuto il misfatto, salvo poi depistare tutti. Ma stavolta, contrariamente alla sua natura spiccia, i rimorsi che lo assalgono gli danno inquietudine, allucinazioni e infine lo conducono a suicidarsi. Dopo alcuni tentativi falliti, per attuarlo scrive il procuratore per confessargli in segreto la colpa, e cercare di far sembrare la sua fine un incidente. Senonché, dopo aver imbucato la lettera ha un ripensamento; dopo aver cercato invano di convincere con ogni mezzo il procaccia, e disperato conclude così la sua vita come aveva progettato. 